# Сколециди
Сколециди (Scolecida) — підклас багатощетинкових червів. Це парафілетична група. Голова, як правило, конічної форми і не має щупалець та інших придатків, лише Scalibregmatidae мають Т-подібний відросток.

## Класифікація
- Aeolosomatidae
- Arenicolidae
- Capitellidae
- Cossunidae
- Maldanidae
- Opheliidae
- Orbiniidae
- Paraonidae
- Parergodrilidae
- Potamodrilidae
- Psammodrilidae
- Questidae
- Scalibregmatidae